# Copaxa rufotincta
Copaxa rufotincta är en fjärilsart som beskrevs av Rothschild 1895. Copaxa rufotincta ingår i släktet Copaxa och familjen påfågelsspinnare. Inga underarter finns listade i Catalogue of Life.